# Elizabeth Hoffman (Ökonomin)
Elizabeth Hoffman (* 12. November 1946 in Bryn Mawr, Pennsylvania) ist eine US-amerikanische Ökonomin und Wirtschaftshistorikerin.

## Leben
Hoffman studierte zunächst auf Schulmusik und anschließend auf Geschichte. 1969 erreichte sie den Grad eines Masters, 1972 promovierte sie mit der Dissertation The Sources of Mortality Changes in Italy Since Unification zum Ph.D. in Geschichte an der University of Pennsylvania. 1979 promovierte sie ein zweites Mal. Am California Institute of Technology erlangte sie mit der Dissertation Essays in Optimal Resource Allocation Under Uncertainty with Capacity Constraints einen Ph.D. in Wirtschaft. 
Bereits nach ihrem Ph.D. in Geschichte bekleidete sie die Position eines Assistenzprofessors der Geschichte an der University of Florida. Nach ihrem Ph.D. in Wirtschaft wurde sie Assistenzprofessor für Wirtschaft an der Northwestern University, associate professor für Wirtschaft an der Purdue University sowie dann ordentliche Wirtschaftsprofessorin an der University of Wyoming und an der University of Arizona.
Im Jahr 1993 wurde sie Dekan der Fakultät der Geistes- und Naturwissenschaften an der Iowa State University, wo sie als Professorin für Volkswirtschaftslehre und Psychologie tätig war. 1997 wurde sie Vizekanzler für akademische Angelegenheiten an der University of Illinois in Chicago, wobei sie dort ebenfalls Lehrtätigkeiten als Professorin für Geschichte, Volkswirtschaftslehre, Politik und Psychologie nachkam.
Am 1. September 2000 wurde Hoffman zum 20. Präsidenten der über vier Campus verteilten University of Colorado. 2005 trat sie nach wissenschaftlichen Kontroversen sowie Skandalen um die Footballmannschaft der Universität zurück. Sie kehrte an die Iowa State University zurück und wurde 2007 dort Vizepräsidentin.

## Forschung
Neben Wirtschaftsgeschichte beschäftigt sich Hoffman mit experimenteller Wirtschaftsforschung. Sie gehörte zudem der Bewegung Cilometrics an, die historische Forschungen mit mathematischen Methoden verknüpften.

## Mitgliedschaften und Ehrungen
Sie war Mitbegründerin der The Cliometric Society, der Economic Science Association, deren Präsidentin sie 1989 bis 1991 war sowie der International Foundation for Research in Experimental Economics.  
2011 erhielt sie einen Ehrendoktortitel der Nationalen Universität für Lebens- und Umweltwissenschaften der Ukraine, bereits im Vorjahr war sie von der American Economic Association mit dem Carolyn Shaw Bell Award ausgezeichnet worden. 